# Rhaphidorrhynchium dendroligotrichum
Rhaphidorrhynchium dendroligotrichum là một loài Rêu trong họ Sematophyllaceae. Loài này được (Dusén) Broth. miêu tả khoa học đầu tiên năm 1925.